# Lesly Quispe
Lesly Quispe (Arequipa, 1991) es una modelo, actriz y activista por los derechos humanos en el Perú.

## Biografía
Quispe tiene estudios superiores en la carrera de Educación por la Universidad Nacional de San Agustín de Arequipa y Aviación comercial. En el 2021, fue ganadora de Miss Trans Global Américas, y en el 2022, obtuvo la corona del Miss Perú Trans en representación a Tumbes.
En el 2021, formó parte de la película documental Des-tapadas,dirigida por Carmen Molina, muestra los conflictos cotidianos de seis mujeres trans desde la figura de la tapada limeña. En la producción también participan Perla Chino, Gianna Camacho, Sandy Ruiz, Alí Belleza y Jady Zea. El cortometraje se enmarca en los doscientos años de la independencia del Perú.
En el 2023, realizó su primer rol protagónico con Chica, junto a las actrices Lola Apolaya, Katerina D'onofrio y Sylvia Majo. El cortometraje, dirigido por Juan Yactayo Sono, relata la realidad que sufre las mujeres trans en la sociedad.
Como activista de los derechos de las personas trans forma parte de Féminas Perú, organización peruana cuyo objetivo es empoderar a las mujeres trans.

## Filmografía
- Des-tapadas (2021)
- Chica (2023)